# Categoría Primera A 2018
Die Categoría Primera A 2018, nach einem Sponsor Liga Águila genannt, war eine aus Apertura und Finalización bestehende Spielzeit der höchsten kolumbianischen Spielklasse im Fußball der Herren, die von der División Mayor del Fútbol Profesional Colombiano (DIMAYOR) ausgerichtet wurde. Die Apertura war die 87. und die Finalización die 88. Austragung der kolumbianischen Meisterschaft. Die Apertura begann am 2. Februar und endete am 9. Juni und die Finalización begann am 21. Juli und endete am 16. Dezember 2018.
Die Aufsteiger waren Boyacá Chicó FC aus Tunja und Leones FC aus Itagüí.
Meister der Apertura wurde Deportes Tolima, das sich im Finale gegen Atlético Nacional im Elfmeterschießen durchsetzte und seinen zweiten kolumbianischen Meistertitel gewinnen konnte. In der Rückserie konnte sich Junior gegen Independiente Medellín durchsetzen und gewann seinen achten Meistertitel.
Als Absteiger standen frühzeitig die beiden Aufsteiger, Boyacá Chicó und Leones FC fest.

## Modus
Der Modus bleibt im Vergleich zum Vorjahr größtenteils unverändert. Es werden zwei Meister ermittelt, einer für jede Halbserie. In beiden Phasen spielten zunächst alle 20 Mannschaften im Ligamodus einmal gegeneinander. Im Gegensatz zu den Vorjahren gibt es keinen Spieltag mit Clásicos, an dem Spiele mit Derby-Charakter ausgetragen werden. Die ersten acht Mannschaften qualifizieren sich für das Viertelfinale, auf das Halbfinale und Finale folgen. Bei der Auslosung der Viertelfinalspiele sind die Mannschaften auf den Plätzen eins bis vier im ersten Lostopf und bekommen eine Mannschaft der Plätze fünf bis acht zugelost. In der Finalrunde hat jeweils die in der Gesamttabelle besser platzierte Mannschaft im Rückspiel Heimrecht.
Jeder Halbserienmeister ist automatisch für die Copa Libertadores qualifiziert. Ein weiterer Platz wird an den Verein vergeben, der nach der Zusammenzählung aller Punkte und Tore der Phasen 1 und 2 der ersten und der zweiten Halbserienmeisterschaft am höchsten steht. Wenn ein Verein beide Halbserienmeisterschaften gewinnt, so wird der zweite Teilnehmer an der Libertadores nach demselben Verfahren ausgewählt. Ein vierter Startplatz wird an den Sieger der Copa Colombia vergeben. Wenn der Pokalsieger schon über die Liga qualifiziert ist, geht der Startplatz an den nächstbesten Verein der Gesamttabelle. Die vier Teilnehmer an der Copa Sudamericana werden nach demselben Schema ermittelt wie der dritte Libertadores-Teilnehmer: die Vereine, die in der Gesamtjahreswertung hinter diesem stehen, sind qualifiziert. Zwei direkte Absteiger in die Categoría Primera B werden durch eine gesonderte Abstiegstabelle bestimmt, die aus dem Durchschnitt der vergangenen drei Spielzeiten ermittelt wird.

## Teilnehmer
Die folgenden Vereine nehmen an den beiden Halbserien der Spielzeit 2018, Apertura und Finalización teil.
| Mannschaft | Stadt               | Departamento             | Stadion                               |
| --- | ------------------- | ------------------------ | ------------------------------------- |
| Alianza Petrolera | Barrancabermeja     | Santander                | Villa Zapata                          |
| América de Cali | Cali                | Valle del Cauca          | Pascual Guerrero                      |
| Atlético Bucaramanga | Bucaramanga         | Santander                | Alfonso López                         |
| Atlético Huila | Neiva Ibagué Bogotá | Huila Tolima Bogotá D.C. | Plazas Alcid 1 Murillo Toro El Campín |
| Atlético Nacional | Medellín            | Antioquia                | Atanasio Girardot                     |
| Boyacá Chicó FC | Tunja               | Boyacá                   | Independencia                         |
| Deportes Tolima | Ibagué              | Tolima                   | Murillo Toro                          |
| Deportivo Cali | Cali/Palmira        | Valle del Cauca          | Deportivo Cali 2                      |
| Deportivo Pasto | Pasto               | Nariño                   | Libertad                              |
| Envigado FC | Envigado            | Antioquia                | Polideportivo Sur                     |
| Independiente Medellín | Medellín            | Antioquia                | Atanasio Girardot                     |
| Independiente Santa Fe | Bogotá              | Bogotá D.C.              | El Campín                             |
| Jaguares de Córdoba | Montería Sahagún    | Córdoba                  | Jaraguay 3 Armando Tuirán             |
| Junior | Barranquilla        | Atlántico                | Metropolitano Romelio Martínez 4      |
| La Equidad | Bogotá              | Bogotá D.C.              | Techo                                 |
| Leones FC | Itagüí              | Antioquia                | Ciudad de Itagüí                      |
| Millonarios | Bogotá              | Bogotá D.C.              | El Campín                             |
| Once Caldas | Manizales           | Caldas                   | Palogrande                            |
| Patriotas | Tunja               | Boyacá                   | Independencia                         |
| Rionegro Águilas | Rionegro            | Antioquia                | Alberto Grisales                      |
| 1 Atlético Huila durfte bis Ende März 2018 nicht im Stadion in Neiva spielen und wich solange nach Ibagué aus. Zudem wurde das Viertelfinal-Hinspiel der Apertura in Bogotá ausgetragen.2 Deportivo Cali hat seinen Sitz in Cali, das Estadio Deportivo Cali liegt aber in der Nachbargemeinde Palmira.3 Aufgrund von Umbauarbeiten am Stadion in Montería trug Jaguares bis März 2018 seine Heimspiele in Sahagún aus.4 Aufgrund des schlechten Zustandes des Rasen im eigentlichen Heimstadion wich Junior für einige Heimspiele in das gerade renovierte ehemalige Heimstadion Romelio Martínez aus. |                     |                          |                                       |

## Apertura

### Ligaphase

#### Tabelle
| Pl.                       | Verein                 | Sp. | S  | U | N  | Tore    | Diff. | Punkte |
| ------------------------- | ---------------------- | --- | -- | - | -- | ------- | ----- | ------ |
| 1.                        | Atlético Nacional      | 19  | 12 | 5 | 2  | 023:100 | +13   | 41     |
| 2.                        | Independiente Medellín | 19  | 11 | 2 | 6  | 032:230 | +9    | 35     |
| 3.                        | Deportes Tolima        | 19  | 9  | 6 | 4  | 022:140 | +8    | 33     |
| 4.                        | Atlético Huila         | 19  | 9  | 3 | 7  | 020:120 | +8    | 30     |
| 5.                        | Junior (P)             | 19  | 8  | 6 | 5  | 019:160 | +3    | 30     |
| 6.                        | Deportivo Cali         | 19  | 9  | 2 | 8  | 026:170 | +9    | 29     |
| 7.                        | Patriotas Boyacá       | 19  | 8  | 5 | 6  | 017:180 | −1    | 29     |
| 8.                        | Once Caldas            | 19  | 8  | 3 | 8  | 026:260 | ±0    | 27     |
| 9.                        | Millonarios FC (M)     | 19  | 7  | 5 | 7  | 019:180 | +1    | 26     |
| 10.                       | Envigado FC            | 19  | 7  | 5 | 7  | 019:190 | ±0    | 26     |
| 11.                       | La Equidad             | 19  | 6  | 7 | 6  | 018:150 | +3    | 25     |
| 12.                       | Independiente Santa Fe | 19  | 7  | 4 | 8  | 020:190 | +1    | 25     |
| 13.                       | Rionegro Águilas       | 19  | 6  | 7 | 6  | 018:220 | −4    | 25     |
| 14.                       | Jaguares de Córdoba    | 19  | 7  | 4 | 8  | 016:230 | −7    | 25     |
| 15.                       | Alianza Petrolera      | 19  | 6  | 5 | 8  | 024:260 | −2    | 23     |
| 16.                       | Atlético Bucaramanga   | 19  | 6  | 5 | 8  | 022:240 | −2    | 23     |
| 17.                       | América de Cali        | 19  | 6  | 4 | 9  | 022:310 | −9    | 22     |
| 18.                       | Deportivo Pasto        | 19  | 5  | 5 | 9  | 015:190 | −4    | 20     |
| 19.                       | Boyacá Chicó FC (N)    | 19  | 4  | 4 | 11 | 016:320 | −16   | 16     |
| 20.                       | Leones FC (N)          | 19  | 2  | 7 | 10 | 013:230 | −10   | 13     |
| Stand: Ende der Ligaphase |                        |     |    |   |    |         |       |        |

| (M) | Meister Finalización 2017: Millonarios                          |
| (P) | Pokalsieger 2017: Junior                                        |
| (N) | Aufsteiger aus der Categoría Primera B: Boyacá Chicó, Leones FC |

### Finalrunde

#### Viertelfinale
Die Hinspiele wurden am 12. und 13. Mai und die Rückspiele am 19. und 20. Mai 2018 ausgetragen.
|                  | Gesamt          |                        | Hinspiel | Rückspiel |
| ---------------- | --------------- | ---------------------- | -------- | --------- |
| Deportivo Cali   | 1:2             | Atlético Nacional      | 1:0      | 0:2       |
| Junior           | 2:3             | Independiente Medellín | 0:1      | 2:2       |
| Once Caldas      | 1:3             | Deportes Tolima        | 1:0      | 0:3       |
| Patriotas Boyacá | 1:1 (1:3 i. E.) | Atlético Huila         | 1:1      | 0:0       |

#### Halbfinale
Die Hinspiele wurden am 29. und 30. Mai und die Rückspiele am 2. und 3. Juni 2018 ausgetragen.
|                 | Gesamt          |                        | Hinspiel | Rückspiel |
| --------------- | --------------- | ---------------------- | -------- | --------- |
| Atlético Huila  | 0:0 (2:4 i. E.) | Atlético Nacional      | 0:0      | 0:0       |
| Deportes Tolima | 1:1 (5:3 i. E.) | Independiente Medellín | 1:0      | 0:1       |

#### Finale
Das Hinspiel wurde am 6. Juni und das Rückspiel am 9. Juni 2018 ausgetragen. Deportes Tolima konnte sich trotz einer Hinspielniederlage zuhause durchsetzen und gewann in Medellín nach Elfmeterschießen den zweiten Meistertitel der Vereinsgeschichte.
|                 | Gesamt          |                   | Hinspiel | Rückspiel |
| --------------- | --------------- | ----------------- | -------- | --------- |
| Deportes Tolima | 2:2 (4:2 i. E.) | Atlético Nacional | 0:1      | 2:1       |

##### Hinspiel
| Paarung           | Deportes Tolima – Atlético Nacional |
| Ergebnis          | 0:1 (1:0) |
| Datum             | 6. Juni 2018 um 19:30 Uhr (UTC−5) |
| Stadion           | Estadio Manuel Murillo Toro, Ibagué |
| Zuschauer         | 25.000 |
| Schiedsrichter    | André Rojas (Bogotá) |
| Tore              | 0:1 Dayro Moreno (57.) |
| Deportes Tolima   | Álvaro Montero, Juan Guillermo Arboleda, Luis Payares, Fainer Torijano, Danobis Banguero, Rafael Robayo (76. Rafael Carrascal), Carlos Rentería, Sebastián Villa, Yohandry Orozco, Omar Albornoz (76. Robin Ramírez), Ángelo Rodríguez (44. Marco Pérez) Cheftrainer: Alberto Gamero                      |
| Atlético Nacional | Fernando Monetti, Helibelton Palacios, Felipe Aguilar Mendoza, Alexis Henríquez, Diego Braghieri (65. Rafael Marcelo Delgado), Jorman Campuzano, Aldo Leão Ramírez (73. Raúl Loaiza), Gonzalo Castellani, Jeison Lucumí, Reinaldo Lenis (68. Vladimir Hernández), Dayro Moreno Cheftrainer: Jorge Almirón |
| Gelbe Karten      | keine – Jorman Campuzano, Fernando Monetti |

##### Rückspiel
| Paarung           | Atlético Nacional – Deportes Tolima |
| Ergebnis          | 1:2 (0:0), 2:4 i. E. |
| Datum             | 9. Juni 2018 um 19:15 Uhr (UTC−5) |
| Stadion           | Estadio Atanasio Girardot, Medellín |
| Zuschauer         | 44.695 |
| Schiedsrichter    | Luis Sánchez (Valle del Cauca) |
| Tore              | 0:1 Sebastián Villa (47.) 1:1 Vladimir Hernández (66.) 1:2 Danobis Banguero (90.+4') Elfmeterschießen: 1:0 Dayro Moreno 1:1 Sebastián Villa 2:1 Alexis Henríquez 2:2 Omar Albornoz Montero hält gegen Lenis 2:3 Danovis Banguero Montero hält gegen Hernández 2:4 Marco Pérez                      |
| Atlético Nacional | Fernando Monetti, Helibelton Palacios, Felipe Aguilar Mendoza, Alexis Henríquez, Diego Braghieri (85. Juan Zúñiga), Jorman Campuzano, Gonzalo Castellani, Macnelly Torres (55. Aldo Leão Ramírez), Vladimir Hernández, Jeison Lucumí (71. Reinaldo Lenis), Dayro Moreno Cheftrainer: Jorge Almirón |
| Deportes Tolima   | Álvaro Montero, Juan Guillermo Arboleda, Julián Quiñones, Fainer Torijano, Danobis Banguero, Rafael Robayo, Carlos Rentería (75. Robin Ramírez), Carlos Robles, Sebastián Villa, Yohandry Orozco (69. Omar Albornoz), Ángelo Rodríguez (45. Marco Pérez) Cheftrainer: Alberto Gamero               |
| Gelbe Karten      | keine – Carlos Rentería, Ángelo Rodríguez, Marco Pérez |

### Torschützenliste
Bei gleicher Anzahl von Treffern sind die Spieler alphabetisch geordnet.
| Pl. | Spieler                 | Mannschaft             | Tore |
| --- | ----------------------- | ---------------------- | ---- |
| 1.  | Germán Cano             | Independiente Medellín | 12   |
| 2.  | Dayro Moreno            | Atlético Nacional      | 9    |
| 2.  | Iván Rivas              | Patriotas Boyacá       | 9    |
| 4.  | Omar Duarte             | Atlético Huila         | 8    |
| 4.  | Edder Farías            | Once Caldas            | 8    |
| 4.  | Cristian Martínez Borja | América de Cali        | 8    |
| 4.  | Humberto Osorio         | Rionegro Águilas       | 8    |
| 8.  | Edwar López             | Atlético Huila         | 7    |
| 8.  | Yairo Moreno            | Independiente Medellín | 7    |
| 8.  | Carlos Peralta          | La Equidad             | 7    |
| 8.  | José Sand               | Deportivo Cali         | 7    |

## Finalización

### Ligaphase

#### Tabelle
| Pl.                       | Verein                 | Sp. | S  | U | N  | Tore    | Diff. | Punkte |
| ------------------------- | ---------------------- | --- | -- | - | -- | ------- | ----- | ------ |
| 1.                        | Deportes Tolima (M)    | 19  | 12 | 3 | 4  | 034:220 | +12   | 39     |
| 2.                        | Once Caldas            | 19  | 10 | 6 | 3  | 025:160 | +9    | 36     |
| 3.                        | La Equidad             | 19  | 11 | 3 | 5  | 023:150 | +8    | 36     |
| 4.                        | Atlético Bucaramanga   | 19  | 11 | 2 | 6  | 025:200 | +5    | 35     |
| 5.                        | Independiente Medellín | 19  | 9  | 7 | 3  | 029:190 | +10   | 34     |
| 6.                        | Junior (P)             | 19  | 9  | 5 | 5  | 032:170 | +15   | 32     |
| 7.                        | Rionegro Águilas       | 19  | 9  | 5 | 5  | 021:190 | +2    | 32     |
| 8.                        | Independiente Santa Fe | 19  | 8  | 7 | 4  | 027:130 | +14   | 31     |
| 9.                        | Atlético Nacional      | 19  | 8  | 6 | 5  | 027:200 | +7    | 30     |
| 10.                       | Deportivo Cali         | 19  | 8  | 5 | 6  | 019:150 | +4    | 29     |
| 11.                       | Millonarios FC         | 19  | 6  | 7 | 6  | 023:230 | ±0    | 25     |
| 12.                       | América de Cali        | 19  | 6  | 7 | 6  | 019:200 | −1    | 25     |
| 13.                       | Envigado FC            | 19  | 5  | 5 | 9  | 020:280 | −8    | 20     |
| 14.                       | Boyacá Chicó FC (N)    | 19  | 5  | 5 | 9  | 019:280 | −9    | 20     |
| 15.                       | Patriotas Boyacá       | 19  | 5  | 5 | 9  | 017:260 | −9    | 20     |
| 16.                       | Alianza Petrolera      | 19  | 6  | 1 | 12 | 022:330 | −11   | 19     |
| 17.                       | Atlético Huila         | 19  | 4  | 6 | 9  | 013:220 | −9    | 18     |
| 18.                       | Deportivo Pasto        | 19  | 3  | 6 | 10 | 011:210 | −10   | 15     |
| 19.                       | Jaguares de Córdoba    | 19  | 3  | 5 | 11 | 013:290 | −16   | 14     |
| 20.                       | Leones FC (N)          | 19  | 1  | 6 | 12 | 015:280 | −13   | 09     |
| Stand: Ende der Ligaphase |                        |     |    |   |    |         |       |        |

| (M) | Meister Apertura 2018: Deportes Tolima                          |
| (P) | Pokalsieger 2017: Junior                                        |
| (N) | Aufsteiger aus der Categoría Primera B: Boyacá Chicó, Leones FC |

### Finalrunde

#### Viertelfinale
Die Hinspiele wurden am 14. und 15. und die Rückspiele am 17. und 18. November 2018 ausgetragen.
|                        | Gesamt          |                      | Hinspiel | Rückspiel |
| ---------------------- | --------------- | -------------------- | -------- | --------- |
| Independiente Santa Fe | 2:2 (3:4 i. E.) | Deportes Tolima      | 1:2      | 1:0       |
| Rionegro Águilas       | 2:1             | Once Caldas          | 1:0      | 1:1       |
| Junior                 | 1:0             | La Equidad           | 1:0      | 0:0       |
| Independiente Medellín | 3:2             | Atlético Bucaramanga | 3:0      | 0:2       |

#### Halbfinale
Die Hinspiele wurden am 21. und 22. und die Rückspiele am 25. November 2018 ausgetragen.
|                        | Gesamt |                 | Hinspiel | Rückspiel |
| ---------------------- | ------ | --------------- | -------- | --------- |
| Independiente Medellín | 4:2    | Deportes Tolima | 2:2      | 2:0       |
| Rionegro Águilas       | 3:4    | Junior          | 2:3      | 1:1       |

#### Finale
Das Hinspiel wurde am 9. und das Rückspiel am 16. Dezember 2018 ausgetragen. Dank eines deutlichen 4:1-Hinspielsieges in Barranquilla konnte sich Junior trotz der Niederlage in Medellín durchsetzen und wurde Meister.
|        | Gesamt |                        | Hinspiel | Rückspiel |
| ------ | ------ | ---------------------- | -------- | --------- |
| Junior | 5:4    | Independiente Medellín | 4:1      | 1:3       |

##### Hinspiel
| Paarung                | Junior – Independiente Medellín |
| Ergebnis               | 4:1 (0:0) |
| Datum                  | 9. Dezember 2018 um 19:00 Uhr (UTC−5) |
| Stadion                | Estadio Metropolitano Roberto Meléndez, Barranquilla |
| Zuschauer              | 40.072 |
| Schiedsrichter         | John Hinestroza (Chocó) |
| Tore                   | 1:0 Luis Fernando Díaz (50.) 2:0 James Sánchez (56.) 2:1 Germán Cano (65.) 3:1 Teófilo Gutiérrez (80.) 4:1 Marlon Piedrahita (88.) |
| Junior                 | Sebastián Viera, Marlon Piedrahita, Jefferson Gómez, Rafa Pérez, Gabriel Fuentes, Luis Narváez, Víctor Cantillo, James Sánchez, Jarlan Barrera (90.+1 Fabián Sambueza), Teófilo Gutiérrez (83. Yony González), Luis Fernando Díaz. Cheftrainer: Julio Comesaña |
| Independiente Medellín | David González, Elvis Perlaza, Hernán Pertuz, Jesús Murillo, Sebastián Macías, William Parra, Larry Angulo (86. Yulián Anchico), Andrés Ricaurte, Brayan Castrillón (62. Leonardo Castro), Juan Fernando Caicedo, Germán Cano. Cheftrainer: Octavio Zambrano   |
| Gelbe Karten           | Jarlan Barrera, James Sánchez – William Parra, Leonardo Castro |

##### Rückspiel
| Paarung                | Independiente Medellín – Junior |
| Ergebnis               | 3:1 (1:0) |
| Datum                  | 16. Dezember 2018 um 16:30 Uhr (UTC−5) |
| Stadion                | Estadio Atanasio Girardot, Medellín |
| Zuschauer              | 43.445 |
| Schiedsrichter         | Carlos Betancur (Valle del Cauca) |
| Tore                   | 1:0 Leonardo Castro (45.) 2:0 Leonardo Castro (54.) 2:1 Yony González (71.) 3:1 Germán Cano (80.) |
| Independiente Medellín | David González, Elvis Perlaza, Jesús Murillo, Hernán Pertuz, Sebastián Macías (82. Jean Carlos Blanco), Larry Angulo, Andrés Ricaurte, Brayan Castrillón (74. Ever Valencia), Leonardo Castro (82. Yulián Anchico), Juan Fernando Caicedo, Germán Cano. Cheftrainer: Octavio Zambrano |
| Junior                 | Sebastián Viera, Marlon Piedrahíta, Jefferson Gómez, Rafa Pérez, Gabriel Fuentes, Luis Narváez, Víctor Cantillo, James Sánchez, Jarlan Barrera (49. Fabián Sambueza), Luis Fernando Díaz (62. Yony González), Teófilo Gutiérrez. Cheftrainer: Julio Comesaña                          |
| Gelbe Karten           | Larry Angulo, Juan Fernando Caicedo, Germán Cano, Andrés Ricaurte, Ever Valencia – James Sánchez, Teófilo Gutiérrez, Marlon Piedrahita |

### Torschützenliste
Bei gleicher Anzahl von Treffern sind die Spieler alphabetisch geordnet.
| Pl. | Spieler               | Mannschaft             | Tore |
| --- | --------------------- | ---------------------- | ---- |
| 1.  | Germán Cano           | Independiente Medellín | 20   |
| 2.  | Marco Pérez           | Deportes Tolima        | 17   |
| 3.  | Michael Rangel        | Atlético Bucaramanga   | 11   |
| 4.  | Luis Fernando Díaz    | Junior                 | 10   |
| 4.  | Dayro Moreno          | Atlético Nacional      | 10   |
| 4.  | Carlos Peralta        | La Equidad             | 10   |
| 4.  | Diego Valdés Giraldo  | Boyacá Chicó FC        | 10   |
| 8.  | César Arias           | Alianza Petrolera      | 8    |
| 8.  | David Lemos           | Independiente Medellín | 8    |
| 10. | Jarlan Barrera        | Junior                 | 7    |
| 10. | Juan Fernando Caicedo | Independiente Medellín | 7    |
| 10. | Wilson Morelo         | Independiente Santa Fe | 7    |

## Gesamttabelle
Für die Reclasificación werden alle Spiele der Spielzeit 2018 sowohl der Liga- als auch der Finalphase zusammengezählt, um die weiteren Teilnehmer neben den jeweiligen Meistern der Halbserien an den kontinentalen Wettbewerben zu ermitteln. Die Absteiger werden durch eine gesonderte Abstiegstabelle ermittelt.
| Pl.               | Verein                 | Sp. | S  | U  | N  | Tore    | Diff. | Punkte |
| ----------------- | ---------------------- | --- | -- | -- | -- | ------- | ----- | ------ |
| 1.                | Independiente Medellín | 48  | 25 | 11 | 12 | 076:540 | +22   | 86     |
| 2.                | Deportes Tolima        | 48  | 25 | 10 | 13 | 066:460 | +20   | 85     |
| 3.                | Atlético Nacional      | 44  | 22 | 13 | 9  | 054:330 | +21   | 79     |
| 4.                | Junior                 | 46  | 20 | 14 | 12 | 062:430 | +19   | 74     |
| 5.                | Once Caldas            | 42  | 19 | 10 | 13 | 053:470 | +6    | 67     |
| 6.                | La Equidad             | 40  | 17 | 11 | 12 | 041:310 | +10   | 62     |
| 7.                | Rionegro Águilas       | 42  | 16 | 14 | 12 | 044:460 | −2    | 62     |
| 8.                | Deportivo Cali         | 40  | 18 | 7  | 15 | 046:340 | +12   | 61     |
| 9.                | Atlético Bucaramanga   | 40  | 18 | 7  | 15 | 049:470 | +2    | 61     |
| 10.               | Independiente Santa Fe | 40  | 16 | 11 | 13 | 049:350 | +14   | 59     |
| 11.               | Atlético Huila         | 42  | 13 | 13 | 16 | 034:350 | −1    | 52     |
| 12.               | Millonarios FC         | 38  | 13 | 12 | 13 | 042:410 | +1    | 51     |
| 13.               | Patriotas Boyacá       | 40  | 13 | 12 | 15 | 035:450 | −10   | 51     |
| 14.               | América de Cali        | 38  | 12 | 11 | 15 | 041:510 | −10   | 47     |
| 15.               | Envigado FC            | 38  | 12 | 10 | 16 | 039:470 | −8    | 46     |
| 16.               | Alianza Petrolera      | 38  | 12 | 6  | 20 | 046:590 | −13   | 42     |
| 17.               | Jaguares de Córdoba    | 38  | 10 | 9  | 19 | 029:520 | −23   | 39     |
| 18.               | Boyacá Chicó FC        | 38  | 9  | 9  | 20 | 036:590 | −23   | 36     |
| 19.               | Deportivo Pasto        | 38  | 8  | 11 | 19 | 026:400 | −14   | 35     |
| 20.               | Leones FC              | 38  | 3  | 13 | 22 | 028:510 | −23   | 22     |
| Stand: Saisonende |                        |     |    |    |    |         |       |        |

## Abstiegstabelle
Für die Abstiegstabelle werden die Spiele der Ligaphasen der Hin- und Rückserien der Jahre 2016, 2017 und 2018 zusammengezählt. Die jeweiligen Aufsteiger erhalten vor Saisonbeginn die Punktzahl der letzten nicht abgestiegenen Mannschaft des Vorjahrs.
| Pl. | Verein                 | Sp. | T   | GT  | Diff. | Pkt. | Prom. |
| --- | ---------------------- | --- | --- | --- | ----- | ---- | ----- |
| 20. | Leones FC              | 118 | 101 | 152 | −51   | 112  | 0.949 |
| 19. | Boyacá Chicó FC        | 118 | 108 | 161 | −53   | 126  | 1.068 |
| 18. | Alianza Petrolera      | 118 | 132 | 166 | −34   | 135  | 1.144 |
| 17. | Deportivo Pasto        | 118 | 120 | 140 | −20   | 135  | 1.144 |
| 16. | Atlético Huila         | 118 | 106 | 135 | −29   | 138  | 1.169 |
| 15. | Envigado FC            | 118 | 120 | 138 | -18   | 141  | 1.195 |
| 14. | Jaguares de Córdoba    | 118 | 104 | 138 | −34   | 144  | 1.22  |
| 13. | América de Cali        | 118 | 118 | 136 | −18   | 153  | 1.297 |
| 12. | Patriotas              | 118 | 115 | 129 | −14   | 155  | 1.314 |
| 11. | Rionegro Águilas       | 118 | 122 | 139 | -17   | 156  | 1.322 |
| 10. | Once Caldas            | 118 | 136 | 141 | 0-5   | 156  | 1.322 |
| 9.  | La Equidad             | 118 | 125 | 123 | 0+2   | 156  | 1.322 |
| 8.  | Atlético Bucaramanga   | 118 | 128 | 131 | 0-3   | 161  | 1.364 |
| 7.  | Deportivo Cali         | 118 | 157 | 129 | +28   | 177  | 1.5   |
| 6.  | Deportes Tolima        | 118 | 155 | 132 | +23   | 182  | 1.542 |
| 5.  | Junior                 | 118 | 161 | 121 | +40   | 189  | 1.602 |
| 4.  | Millonarios            | 118 | 155 | 112 | +43   | 190  | 1.61  |
| 3.  | Independiente Santa Fe | 118 | 134 | 95  | +39   | 193  | 1.636 |
| 2.  | Independiente Medellín | 118 | 183 | 128 | +55   | 211  | 1.788 |
| 1.  | Atlético Nacional      | 118 | 182 | 90  | +90   | 234  | 1.983 |